# تفكك بالغلي
التفكك بالغلي (أو التفكك بالغليان حيث التحول من الحالة السائلة إلى الغازية) هو مصطلح من الكيمياء، وعائد بشكل أكثر تحديدًا إلى الكيمياء العضوية.
فغليانُ أملاح الأريل ديازونيوم يؤدي إلى تحلل محاليلها المائية، حيث تتحول كاتيونات الفينيل بمردود ضعيف إلى الفينولات.
يمكن تمثيل ذلك بالتفاعل الإجمالي التالي:

## آلية التفاعل
عندما يتم تسخين محلول مائي من ملح فينيل الديازونيوم (1) ، ينفصم النيتروجين ويتم تشكيل أيون فينيل موجب (2) غير المستقر للغاية (أي من الممكن ان يتفكك بالحرارة، أو أن يتغير تركيبه مع مرور الوقت).
تهاجم جزيئات الماء النيوكليوفيل (2) ليتشكل أيون الأوكسونيوم (3).  يعمل الأنيون المقابل في ملح فينيل الديازونيوم (الكلوريد على سبيل المثال) بنزع بروتون أيون الأوكسونيوم ليتشكل الفينول (4).